# ГЕС Мадзеґава II
ГЕС Мадзеґава II (яп. 馬瀬川第二発電所, Мадзеґава дайні хацуденшьо, Гепберн: Mazegawa Daini Hatsudensho) — гідроелектростанція в Японії на острові Хонсю. Знаходячись між ГЕС Мадзеґава I та малою ГЕС Офунато (6,4 МВт), входить до складу бічної гілки гідровузла у сточищі річки Хіда, правої притоки Кісо, яка за десяток кілометрів на захід від Нагої впадає до затоки Ісе (Внутрішнє Японське море).
Один зі ступенів каскаду на Хіді включає одразу дві станції — ГЕС Хігасі-Уеда (35 МВт) та ГЕС Чюро (13,3 МВт). Відпрацьована останньою вода далі перекидається у долину правої притоки Хіди річки Мадзе, де використовується бічною гілкою у складі станцій Мадзеґава I та Мадзеґава II. У підсумку обидві гілки каскаду сходяться перед розташованою на Хіді малою ГЕС Офунато, при цьому на шляху до неї вода, що прямує долиною головної річки, проходить після ГЕС Хігасі-Уеда через станції Сето (49,2 МВт) і Шімобару (22,2 МВт).
В межах проекту звели бетонну гравітаційну греблю Мадзеґава висотою 45 метрів та довжиною 263 метра, яка потребувала 101 тис. м3 матеріалу. Вона утримує водойму з площею поверхні 0,7 км2 і об'ємом 9,7 млн м3 (корисний об'єм 6,1 млн м3), в якій припустиме коливання рівня між позначками 303,5 та 314,5 метра НРМ.
Через напірний водовід довжиною 0,13 км зі спадаючим діаметром від 5,1 до 4,3 метра ресурс надходить до спорудженого у підземному виконанні пригреблевого машинного залу. Тут встановили одну турбіну типу Френсіс потужністю 68 МВт (номінальна потужність станції рахується як 66,4 МВт), котра використовує напір у 69,6 метра.
Відпрацьована вода по тунелю довжиною 5,5 км з перетином 5,9х5,9 метра транспортується до Хіди вище від греблі Офунато.